# Канеп-Косенко Раїса Едуардівна
Канеп-Косенко Раїса Едуардівна (Кудрицька) (1910, Житомир — 7 травня 2007, Київ) — український педагог, журналістка, публіцист, берегиня меморіального музею Віктора Косенка, падчериця композитора. Заслужений працівник культури України, лауреат премії імені Віктора Косенка. 
Народилася в родині царського офіцера, через що у Раїсі Едуардівни згодом виникали проблеми з роботою. Другим чоловіком її матері Ангеліни Володимирівни став композитор Віктор Косенко, що увійшов у їхню сім'ю у 1920 році. Сестра Раїси Едуадівни Ірина Едуардівна стала дружиною українського художника Василя Батюшкова. Усі вони, сестри Раїса і Ірина та Василь Батюшков, після раптової смерті Віктора Степановича стали помічниками Ангеліни Володимирівни в організації меморіального музею композитора, який отримав офіційний статус у 1964 році.
Раїса Едуардівна працювала в редакції газети «Правда України», допомагаючи у вільний час матері у справах музею, а після її смерті стала директором-берегинею цього культурного закладу.
Окрім роботи в музеї, у творчому доробку Раїси Канеп-Косенко багато публікацій про майстрів української культури.
Передала в дар до Інституту рукопису НБУВ архівні матеріали композитора Віктора Косенка, які зберігала дружина композитора, Ангеліна Володимирівна Косенко.